# Sjvyikelenjaure
Sjvyikelenjaure är en sjö i Krokoms kommun i Jämtland och ingår i Indalsälvens huvudavrinningsområde. Sjön har en area på 1,09 kvadratkilometer och ligger 847 meter över havet. Sjön avvattnas av vattendraget Lockringsån (Grubbdalsån).

## Delavrinningsområde
Sjvyikelenjaure ingår i det delavrinningsområde (710417-138629) som SMHI kallar för Utloppet av Sjvyikelenjaure. Medelhöjden är 921 meter över havet och ytan är 10,53 kvadratkilometer. Räknas de 9 avrinningsområdena uppströms in blir den ackumulerade arean 30 kvadratkilometer. Lockringsån (Grubbdalsån) som avvattnar avrinningsområdet har biflödesordning 3, vilket innebär att vattnet flödar genom totalt 3 vattendrag innan det når havet efter 336 kilometer. Avrinningsområdet består mestadels av kalfjäll (89 procent). Avrinningsområdet har 1,14 kvadratkilometer vattenytor vilket ger det en sjöprocent på 10,8 procent.